# Cetea (okręg Alba)
Cetea – wieś w Rumunii, w okręgu Alba, w gminie Galda de Jos. W 2011 roku liczyła 422 mieszkańców.